# Metriorrhynchomiris illini
Metriorrhynchomiris illini är en insektsart som först beskrevs av Knight 1942.  Metriorrhynchomiris illini ingår i släktet Metriorrhynchomiris och familjen ängsskinnbaggar. Inga underarter finns listade i Catalogue of Life.